# Please Give
 Please Give és una pel·lícula estatunidenca dirigida per Nicole Holofcener i estrenada el 2010.

## Argument
A la ciutat de Nova York, una parella d'anticuaris, Kale i Alex volen ampliar el seu apartament, per a això volen tirar a terra l'apartament veí - del qual són propietaris- una vegada que mori Andra, la vídua anciana que hi viu. Quan Kate, turmentada per la culpa, es fa amiga de les netes d'Andra, els resultats són totalment imprevisibles...

## Repartiment
- Catherine Keener: Kate
- Oliver Platt: Alex
- Amanda Peet: Mary
- Rebecca Hall: Rebecca
- Thomas Ian Nicholas: Eugene
- Lois Smith: Sra. Portman

## Crítiques
- Una mirada comprensiva i amable a personatges que van de davallada (...) Tot està rodat amb el to i l'esforçada naturalitat del cinema independent."[2]
- De lluny, una de les millors pel·lícules de l'any. Un estudi sobre la classe i la família intuïtiu, foscament divertit i amb personatges de múltiples capes[3]
- Un apagada faula moral estil Rohmer que no indaga prou en els seus variats personatges (...) Nicole Holofcener ha fet, potser, la pel·lícula novaiorquesa definitiva[4]